# Les Brunèls
Les Brunèls és un municipi del departament de l'Aude a la regió francesa d'Occitània. En aquest municipi s'hi troba el llac de Saint-Ferréol, que alimenta el Canal del Migdia.